# Hofors (đô thị)
Đô thị Hofors (Hofors kommun) là một đô thị ở hạt Gävleborg, đông trung bộ Thụy Điển. Thủ phủ là Hofors với 7.400 dân, tọa độ tại .
Đô thị đầu tiên với tên gọi Hofors đã được tách ra từ Torsåker năm 1925. Năm 1971, hai đơn vị này đã được hợp nhất để tạo đô thị hiện nay.
Huy hiệu được sử dụng từ năm 1968, lấy từ một bản đồ năm 1539, với thủ phủ là thị xã Hofors xung quanh có các mỏ sắt bao bọc. ().

## Các đơn vị trực thuộc
- Hofors (thủ phủ)
- Torsåker

## Thành phố kết nghĩa
2 thành phố kết nghĩa:
- Đan Mạch: Fladså,
- Phần Lan: Kontiolahti

Cho đến gần đây, Tokke ở Na Uy là một thành phố kết nghĩa nhưng vì một số lý do, hiện hai đơn vị này không còn quan hệ kết nghĩa.
(nguồn:  Lưu trữ ngày 5 tháng 3 năm 2005 tại Wayback Machine)